# Slavo-Servië
 Slavo-Servië (Oekraïens: Слов’яносе́рбія, Russisch: Славяносербия, Servisch: Славеносрбија, Oud-Servisch: Славено-Сербія) was van 1753 tot 1764 een militair territorium in het Keizerrijk Rusland. Het territorium was gelegen aan de rechteroever van de Severski Donets. Het territorium is gelegen op het grondgebied van de Oblast Loehansk en de Oblast Donetsk in Oekraïne. De hoofdstad was Bachmoet.

## Geschiedenis
Door een decreet van de Regerende Senaat op 29 mei 1753 werd er gebied aangeboden aan Serviërs, Macedoniërs, Vlachen, Roemenen en andere Oosters-orthodoxe volkeren van de Balkan om de lege landen te bewonen, de grenzen te verdedigen en de zuidelijke steppen te ontwikkelen.
Slavo-Servië werd bestuurd door de regerende senaat. De kolonisten vormdenin 1764 het Bachmoetse huzarenregiment. In 1764 werd het territorium onderdeel van het Gouvernement Novorossiejsk van het Russische rijk en werd de aparte positie afgeschaft.
Twee belangrijke commandanten van Slavo-Servië waren kolonel Rajko Preradović en kolonel Jovan Šević. Deze twee Servische kolonels leidden hun soldaten in een aantal Russische militaire campagnes en in vredestijd hielden ze samen met de Kozakken een bezetting door andere landen van de grensgebieden tegen.

## Demografie
Het territorium had een diverse populatie van onder andere Serviërs, Macedoniërs, Vlachen, Roemenen en Hongaren. In 1755 bestond de bevolking uit 1513 inwoners.
In 1756 bestond het regiment van Jovan Šević voor 38% uit Serviërs, voor 23% uit Vlachen, voor 9% uit Hongaren, voor 8% uit Macedoniërs en voor 22% uit anderen In 1753 bestond de bevolking van Slavo-Servië uit 3992 mannelijke inwoners waarvan 378 Serviërs.